# Yugo Tatsuta
Yugo Tatsuta (født 21. juni 1998) er en japansk fodboldspiller, som spiller for den japanske fodboldklub Shimizu S-Pulse.